# Экономика Мьянмы
Экономика Мьянмы (Бирмы) является одной из наименее развитых в мире, страдая от десятилетий застоя, бесхозяйственности и изоляции. ВВП Мьянмы составляет 42,953 млрд долларов США, темп роста составляет в среднем 2,9 % в год — самый низкий показатель экономического роста в субрегионе Большого Меконга. Помимо прочего, США, ЕС и Канада ввели экономические санкции в отношении Мьянмы.
Исторически сложилось так, что Мьянма была основным торговым путём между Индией и Китаем с 100 года до н. э. Царство Мон в Нижней Бирме было важным торговым центром в Бенгальском заливе. После завоевания Мьянмы англичанами она стала самой богатой страной в Юго-Восточной Азии. Кроме того, она была крупнейшим мировым экспортёром риса. На неё приходилось 75 % мирового объёма производства тикового дерева, её население характеризовалось высоким уровнем грамотности.
После формирования парламентского правительства в 1948 году премьер-министр У Ну начал политику национализации. Правительство также пыталось реализовать плохо продуманный восьмилетний план. К 1950 году экспорт риса упала на две трети, а экспорт полезных ископаемых — более чем на 96 %. За государственным переворотом 1962 года последовала экономическая схема, называемая Мьянманским путём к социализму, план по национализации всех отраслей. Программа оказалась катастрофой для Мьянмы, превратив её в одну из самых бедных стран мира.
Страна состоит в таких международных организациях как ВТО, АСЕАН, BIMSTEC.
В 2011 году, после прихода к власти правительства нового президента Тейна Сейна, в Мьянме начались серьёзные политические реформы, охватывающие борьбу с коррупцией, обменный курс, законы об иностранных инвестициях и налогообложении. Иностранные инвестиции увеличились с 300 млн долларов США в 2009—10 гг. до 20 млрд долларов США в 2010—11 гг., то есть примерно на 6670 процентов. Большой приток капитала привёл к укреплению курса бирманской валюты, кьята, примерно на 25 процентов. В ответ на это правительство ослабило ограничения на импорт и отменило экспортные налоги. Несмотря на существующие валютные проблемы, в 2011 году ожидается рост бирманский экономики примерно на 8,8 процента. После завершения проекта по строительству глубоководного порта Тавой стоимостью 58 млрд долларов США Мьянма, как ожидается, станет крупным транспортным узлом, соединяющий Юго-Восточную Азию и Южно-Китайское море через Андаманское море с Индийским океаном, через неё будут проходить товарные потоки из стран Ближнего Востока, Европы и Африки, что будет содействовать экономическому росту в регионе АСЕАН.

## История

### Колониальный период
Под британским владычеством Мьянма была богатейшей страной Юго-Восточной Азии. Кроме того, она была крупнейшим в мире экспортёром риса. Во время британского правления Мьянма поставляла нефть через Бирманскую нефтяную компанию. Мьянма также имела богатые природные и трудовые ресурсы. На неё приходилось 75 % мирового производства тикового дерева, она характеризовалась высоким уровнем грамотности населения. Страна считалась быстроразвивающейся.

### Независимость
После формирования парламентского правительства в 1948 году премьер-министр У Ну попытался превратить Мьянму в государство всеобщего благосостояния и принял централизованное планирование. Экспорт риса сократился на две трети, а экспорт полезных ископаемых — более чем на 96 %. Планы частично финансировались за счёт денежной эмиссии, что привело к росту инфляции. За государственным переворотом 1962 года последовала экономическая схема, называемая Бирманским путём к социализму, план по национализации всех отраслей. Программа оказалась катастрофой для Мьянмы, превратив её в одну из самых бедных стран мира. Признание Мьянмы одной из наименее развитых стран в ООН в 1987 году подчеркнуло её экономическую несостоятельность.

### Современный период (после 1988 года)
После 1988 года режим отступил от тоталитарного социализма. Было позволено минимальное расширение частного сектора, допущены некоторые иностранные инвестиции, разрешено обменивать иностранную валюту. Экономика по-прежнему оценивается как одна из наименее свободных в Азии (наряду с Северной Кореей). Все фундаментальные рыночные институты подавляются. Частные предприятия часто находятся в совместном владении или косвенно принадлежат государству. Организация по противодействию коррупции Transparency International в своём индексе восприятия коррупции за 2007 год, опубликованном 26 сентября 2007 г., назвала Мьянму самой коррумпированной страной в мире наряду с Сомали.
Национальная валюта кьят. Мьянму в настоящее время имеет систему двойного обменного курса, сходную с кубинской. В 2006 году рыночный курс был приблизительно в двести раз ниже официального. В 2011 году правительство Мьянмы получает помощь Международного валютного фонда для оценки вариантов по реформированию существующей системы обменного курса, стабилизации на внутреннем рынке обмена валют и создаёт экономические диспропорции. Двойная система обменного курса позволяет правительству и государственным предприятиям отвлечь средства и доходы, а также предоставляет правительству больше контроля над местной экономикой и позволяет временно снизить инфляцию.
Инфляция в среднем составляла 30,1 % в период с 2005 по 2007 годы. Инфляция является серьёзной проблемой для экономики. В апреле 2007 года Национальная лига за демократию организовал двухдневный семинар по экономике. По итогам семинара высказан вывод о том, что стремительный рост инфляции препятствует экономическому росту. «Цены на основные товары возросли на 30—60 процентов после повышения военным режимом заработной платы государственных служащих в апреле 2006 года», — заявил руководитель семинара Со Вин. «Инфляция также связана с коррупцией.» — добавил Минт Тейн, пресс-секретарь НЛД. — «Инфляция является критическим источником нынешнего экономического кризиса.»
В последние годы Китай и Индия пытаются укрепить экономически выгодные связи с правительством. Многие страны, включая США, Канаду и Европейский союз, ввели инвестиционные и торговые санкции в отношении Мьянмы. США ввели полный запрет на импорт из Бирмы. Иностранные инвестиции поступают в основном из КНР, Сингапура, Южной Кореи, Индии и Таиланда.
Развитие экономики Мьянмы осложняют санкции и законодательные ограничения, введённые в отношении страны. По состоянию на 7 марта 2022 года против Мьянмы были введены 510 санкций, по состоянию на 23 февраля 2023 года - 839 санкций.

## Отрасли экономики
Важнейшим видом сельскохозяйственной продукции является рис, посадки которого занимают около 60 процентов от общего числа пахотных земель страны. На рис приходится 97 % от общего объёма производства продовольственного зерна по массе. Благодаря сотрудничеству с Международным научно-исследовательским институтом риса (IRRI), в стране с 1966 по 1997 гг. создано 52 современных сортов риса, что содействовало наращиванию производства риса в стране до 14 млн тонн в 1987 году и 19 млн тонн в 1996 году. К 1988 году современные сорта высаживались на половине рисовых полей в стране, включая 98 процентов орошаемых площадей.
В северной Мьянме из-за запрета на опиум прекратилась вековая традиция выращивания мака. От 20 000 до 30 000 бывших маководов покинули регион Коканг после запрета в 2002 году. Люди из региона Ва, где запрет был введён в 2005 году, бежали в регионы, где выращивание опиума пока возможно. Другие бывшие маководы в настоящее время переселяются в районы вблизи каучуковых плантаций. Часто это — моноплантации китайских инвесторов.
Плантации каучука развиваются в горных районах, таких как Монг Мао. Сахарные плантации культивируются в низинах, таких как Монг Пок.
Отсутствие кадров с навыком применения современных технологий вносит вклад в экономические проблемы.
Сегодня в стране нет надлежащей инфраструктуры. Товары перемещаются в основном через границу с Таиландом, где вывозится большинство наркотиков, и по реке Иравади. Железные дороги являются старыми и неразвитыми, практически не ремонтировавшимися после их сооружения в конце девятнадцатого века. Автомобильные дороги, как правило, без твёрдого покрытия, за исключением крупных городов. Дефицит электроэнергии распространён по всей стране в том числе в Янгоне. Мьянма также является вторым в мире производителем опиума, на неё приходится 8 % всего мирового производства, а также крупным источником прочих наркотиков, в том числе амфетаминов. Другие отрасли включают в себя производство сельскохозяйственной продукции, текстиля, изделий из древесины, строительных материалов, драгоценных камней, металлов, нефти и природного газа.
Частный сектор преобладает в сельском хозяйстве, лёгкой промышленности, и транспортной отрасли, в то время как военное правительство контролирует энергетику, тяжёлую промышленность и торговлю рисом. Военные владеют двумя крупными холдингами, UMEHL и MEC, занимающиеся, соответственно, лёгкой и тяжёлой промышленностью.

### Нефть и газ
- Нефтегазовое предприятие Мьянмы (MOGE) является национальной нефтегазовой компанией Мьянмы. Компания является единственным оператором разведки и добычи нефти и газа, а также транспортировке отечественного газа по континентальной системе трубопроводов.[31][32]
- Проект Ядана — проект разработки газового месторождения Ядана в Андаманском море и транспортировки природного газа в Таиланд через Мьянму.
- Китайско-мьянманские трубопроводы — планируемая нефте- и газопроводная система, связывающая мьянманский глубоководный порт Кьяукпью (Ситтве) в Бенгальском заливе с г. Куньмином, провинция Юньнань (КНР).
- Норвежская компания «Seadrill», принадлежащая Джону Фредриксену, участвует в бурении на шельфе. Как ожидается, это обеспечит бирманскую военную хунту нефтью и доходами от экспорта нефти.

### Драгоценные камни
Союз правителей Мьянмы зависит от продажи драгоценных камней, таких как сапфиры и рубины, шпинели, жемчуг, жадеит и нефрит, для финансирования своего режима. Рубины — крупнейший источник дохода: 90% рубинов в мире происходят из этой страны, чьи красные камни ценятся за чистоту и оттенок. Таиланд является покупателем основного объёма драгоценных камней Мьянмы. «Долина рубинов» Мьянмы, горный район Могок, 200 км к северу от Мандалая, известна редкими рубинами цвета голубиной крови и синими сапфирами.
В 2007 году, после подавления демократических акций протеста в Мьянме, организации по правам человека, продавцы драгоценностей и первая леди США Лора Буш призвали к бойкоту аукциона драгоценных камней, проводимом в Мьянме два раза в год, заявив, что продажа камней является источником прибыли диктаторские режима в этой стране. Дебби Стотхард из Альтернативного сети АСЕАН в отношении Мьянмы заявила, что горнодобывающие предприятия дают наркотики сотрудникам для повышения производительности труда, при этом иглы используются много раз, что повышает риск заражения ВИЧ-инфекцией:: «Эти рубины обагрены кровью молодых людей». Брайан Лебер (41-летний ювелир, основавший проект по оказанию помощи ювелирам Мьянмы) заявил: «В настоящее время мьянманские драгоценные камни — не то, чем можно гордиться. Они должны вызывать отвращение. Это единственная страна, где получаются рубины действительно высшего качества, но я больше не торгую ими. Я не хочу быть причастным к страданиям народа. Если кто-то теперь просит рубин, я показываю им приятный розовый сапфир.»
Ричард Хьюз, автор книги «Рубин и сапфир», геммолог из Бангкока, который много путешествовал по Мьянме, отмечает, что на каждый рубин, проданный хунтой, приходится другой драгоценный камень, который поддерживает добычу, доставляемый контрабандным путём через границу с Таиландом.

### Сельское хозяйство
В сельском хозяйстве занято две трети населения страны. Основными сельскохозяйственными культурами Мьянмы являются рис, кукуруза, табак, которые выращиваются в основном в долинах рек Ситаун и Иравади, где широко используется орошение. В 2002 году Мьянма собрала 21.9 млн т риса, что составляет 3.8% мирового производства. По этому показателю страна находится на 7-м месте в мире. Из этого количества на экспорт шло примерно 700 тыс. т риса, что значительно ниже объёма экспорта в предыдущие годы из за низкого его качества. На востоке страны выращивается опийный мак, посевы которого находятся как под контролем властей, так и оппозиции. В этом районе существует так называемый «Золотой треугольник». В 2001 году выловлено 900 тыс. тонн рыбы и рыбопродуктов. Что касается животноводства, то в 2002 году было млн. голов: крупный рогатый скот 11,3, буйволы 2,5, свиньи 4,4, козы и овцы 1,9, домашняя птица 61,7. Половина территории Мьянмы покрыта лесами, экспорт леса составлял 10 % выручек от экспорта. Экспорт леса — около 40 млн куб м.

### Промышленность
Добывающая промышленность
Горнодобывающая промышленность играет важную роль в экономике страны. Недра Мьянмы богаты полезными ископаемыми, которых здесь насчитывается больше 20 видов: нефть, газ, вольфрам, уголь, драгоценные камни, свинец, олово, золото, никель, серебро, цинк, медь, сапфиры, рубины.
В 2002 году добыто 0.6 млн т нефти, газа 7 млрд кубометров, 2 т серебра и т. д.
Обрабатывающая промышленность
Наиболее развиты пищевая промышленность, обработка риса и табака. Все крупные предприятия принадлежат государству. Имеется металлургия. Несколько заводов , используются доменные печи и установка Ромелт.
Машиностроение
В стране имеются заводы по сборке автобусов, тракторов, велосипедов, станков и т. д. Есть судостроительные и судоремонтные предприятия.

### Энергетика
Суммарные запасы энергоносителей оцениваются в размере 0,392 млрд тут (в угольном эквиваленте). На конец 2019 года электроэнергетика страны в соответствии с данными EES EAEC характеризуется следующими показателями. Установленная мощность – нетто электростанций - 7129  МВт, в том числе: тепловые электростанции, сжигающие органическое топливо (ТЭС) - 53,7   % ,  возобновляемые источники энергии (ВИЭ) - 46,3 %.    Производство электроэнергии-брутто -  23778 млн. кВт∙ч , в том числе:  ТЭС - 60,3 %  , ВИЭ -  39,7 %.  Конечное  потребление  электроэнергии  - 18681  млн. кВт∙ч, из которого: промышленность - 29,7 %, бытовые потребители - 43,2 %, коммерческий сектор и предприятия общего пользования - 11,8  %, другие потребители - 15,3 %. Показатели энергетической эффективности за 2019 год: душевое потребление валового внутреннего продукта по паритету покупательной способности (в номинальных ценах) - 5053 долларов, душевое (валовое) потребление электроэнергии - 354 кВт∙ч, душевое потребление электроэнергии населением - 153 кВт∙ч. Число часов использования установленной мощности-нетто электростанций - 3307 часов

### Туризм
С 1992 года правительство развивает туризм. Однако ежегодно страну посещают менее 750 000 туристов.
Туризм остаётся, тем не менее, растущим сектором экономики Мьянмы. Мьянма имеет различные и разнообразные туристические достопримечательности, в неё можно попасть прямыми международными рейсами многих авиакомпаний. Отечественные и зарубежные авиакомпании также выполняют рейсы в пределах страны. Круизные суда пристают к берегу в Янгоне. В страну также можно попасть по суше через несколько контрольно-пропускных пунктов на границе. Для въезда в страну требуется действительный паспорт с въездной визой для всех туристов и деловых людей. По состоянию на май 2010 года иностранцы из любой страны могут получить визу непосредственно по прибытии в международные аэропорты Янгон и Мандалай без необходимости обращения в турагентства. Туристические и деловые визы действительны в течение 28 дней, могут быть продлены ещё на 14 дней для туризма и 3 месяца для деловых целей. Популярностью пользуются туры по Мьянме с персональным гидом. Путешественники могут нанять гида через туристические агентства.
 Аун Сан Су Чжи призвала иностранных туристов не посещать Мьянму. Программы принудительного труда хунты, сосредоточенные вокруг туристических направлений, были объектом острой критики за нарушения прав человека. Даже без учёта явных правительственных сборов министр гостиниц и туризма Мьянмы генерал-майор Сау Лвин недавно признал, что правительство получает значительную долю доходов частного туристического сектора. Не говоря уже о том, что только очень небольшое число бедных простых людей в Мьянме когда-либо видят деньги от туризма. Значительная часть страны полностью закрыта для туристов, и военные очень жёстко контролирует взаимодействие между иностранцами и мьянманцами. Им запрещено обсуждать политику с иностранцами под страхом тюремного заключения, а в 2001 году Совет по развитию туризма Мьянмы выпустил распоряжение местным властям ограждать туристов от «ненужных контактов» между иностранцами и простыми мьянманцами.

## Внешняя торговля
| № п/п | Описание              | Бюджетный объём торговли за 2006—2007 год | Бюджетный объём торговли за 2006—2007 год | Бюджетный объём торговли за 2006—2007 год | Реальный объем торговли за 2006—2007 год | Реальный объем торговли за 2006—2007 год | Реальный объем торговли за 2006—2007 год | Реальный объем торговли за 2006—2007 год |
| № п/п | Описание              | Экспорт                                   | Импорт                                    | Товарооборот                              | Экспорт                                  | Импорт                                   | Товарооборот                             |                                          |
| 1     | Нормальная торговля   | 4 233,60                                  | 2 468,40                                  | 6 702,00                                  | 4 585,47                                 | 2 491,33                                 | 7 076,80                                 |                                          |
| 2     | Приграничная торговля | 814,00                                    | 466,00                                    | 1 280,00                                  | 647,21                                   | 445,40                                   | 1092.61                                  |                                          |
|       | Всего                 | 5 047,60                                  | 2 934,40                                  | 7 982,00                                  | 5 232,68                                 | 2 936,73                                 | 8 169,41                                 |                                          |

| № п/п | Финансовый год | Экспорт в стоимостном выражении | Импорт в стоимостном выражении | Товарооборот (млн долларов США) |
| ----- | -------------- | ------------------------------- | ------------------------------ | ------------------------------- |
| 1     | 2006—2007      | 5 222,92                        | 2 928,39                       | 8 151,31                        |
| 2     | 2007—2008      | 6 413,29                        | 3 346,64                       | 9 759,93                        |
| 3     | 2008—2009      | 6 792,85                        | 4 563,16                       | 11 356,01                       |
| 4     | 2009—2010      | 7 568,62                        | 4 186,28                       | 11 754,90                       |

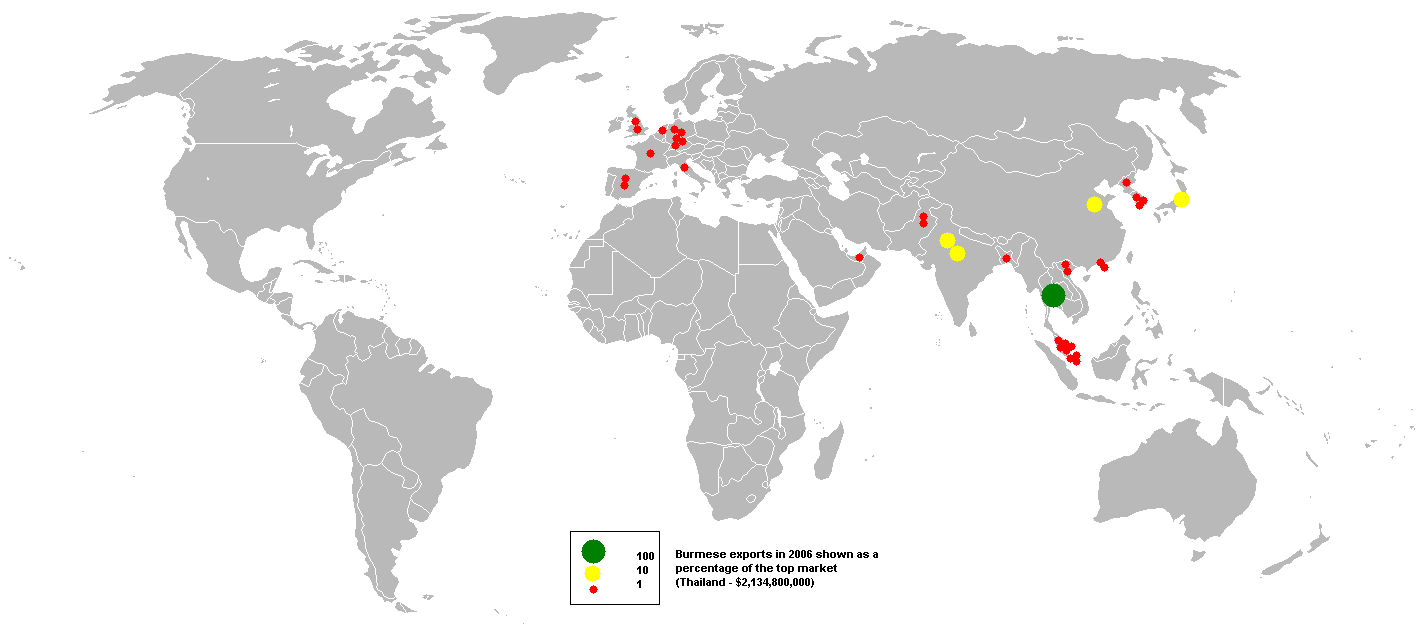
Экспорт Мьянмы в 2006 году

По состоянию на 2017 год экспорт составил  15 млрд. долл., а импорт - 21,2 млрд. долл. 
Главные экспортные товары: природный газ (27%), текстильная продукция (25,3%), продукция растениеводства (рис, бобовые, бананы и т.д.) (14%), металлы, включая медь (6,7%), морепродукты, резина и др. Основным покупателем является Китай 4,46 млрд. долл., далее следуют Таиланд 2,66 млрд. долл., Япония 1,19 млрд. долл. и Индия 0,804 млрд. долл.
Импортные товары представлены в основном готовыми изделиями: машины и оборудование (21,3%), нефтепродукты (12%), транспортные средства (12%),  металлы и сплавы (9,4%), химикаты (7,5%), а так же текстильные товары и готовые продукты питания. Главным поставщиком так же является Китай 8,34 млрд. долл, далее следуют Сингапур 2,66 млрд. долл, Таиланд 2,02 млрд. долл., Индия 1,14 млрд. долл и Малайзия 0,993 млрд. долл.

## Макроэкономика
Инфляция особенно сильно стала расти после военного переворота 1989 года и прихода к власти военной хунты. Наметилось снижение ВВП и рост инфляции.
| Год  | ВВП (млрд долларов) | Инфляция (проценты) |
| ---- | ------------------- | ------------------- |
| 1980 | 6,256               | — 0.1               |
| 1985 | 7,334               | 6.3                 |
| 1990 | 2,789               | 21.9                |
| 1995 | 5,487               | 28.9                |
| 2000 | 9,765               | — 1.7               |
| 2006 | 4,720               | 27.5                |
| 2017 | 327,6               | 4.6                 |

Привлечение иностранных инвестиций до настоящего времени имело лишь умеренный успех. Причинами этого являются отрицательное влияние на иностранных инвесторов государственной политики хунты и международное давление в виде бойкота хунты. США ввели торговые санкции в отношении Мьянмы. Европейский союз ввёл эмбарго на поставки оружия, негуманитарной помощи, визовые санкции в отношении военных лидеров режима, а также ограниченные запреты инвестиций. Европейский союз и США ввели санкции по признакам нарушения прав человека в стране. Тем не менее, многие страны в Азии, в частности, Индия, Таиланд и Китай ведут активную торговлю с Мьянмой.
Оценки внешней торговли Мьянмы весьма неоднозначны из-за большого объема нелегальной торговли. Основной текущей проблемой является невозможность достичь кредитной и финансовой стабильности. В связи с этим Мьянма остаётся бедной страной, не обеспечивающей улучшения уровня жизни для большинства населения за последнее десятилетие. Основными причинами медленного роста являются плохое планирование со стороны правительства, внутренние беспорядки, низкий уровень иностранных инвестиций и большой торговый дефицит. Одна из недавних инициатив правительства заключается в использовании крупных мьянманских месторождений природного газа. В настоящее время Мьянма привлекает инвестиции из Таиланда, Малайзии, России, Австралии, Индии и Сингапура.

## Гуманитарная помощь
Уровень международной помощи Мьянме входит в число самых низких в мире (и является самым низким в Юго-Восточной Азии) — Мьянма получает помощь для целей развития в размере 4 долл. США на душу населения по сравнению со средним показателем в 42,30 долл. США на душу населения.
В апреле 2007 года Управление общего учёта США (GAO) выявило финансовые и иные ограничения, которые военное правительство налагает на международную гуманитарную помощь. В докладе GAO «Assistance Programs Constrained in Burma» представлены конкретные меры мьянманского правительства по препятствованию гуманитарной деятельности международных организаций, в том числе путём ограничения свободного передвижения международного персонала в пределах страны. В докладе отмечается, что режим усилил свой контроль над работой по оказанию помощи после отставки бывшего премьер-министра Кхина Ньюна в октябре 2004 г. Кроме того, в отчёте отмечено, что военное правительство издало руководящие принципы в феврале 2006 г., которые формализуют ограничительную политику в Мьянме. Согласно докладу, руководящие принципы требуют, чтобы программы гуманитарных групп реализовывались в национальных интересах, и чтобы международные организации координировали свои действия с уполномоченными лицами государства и выбирали мьянманских сотрудников из списков лиц, подготовленных правительством. Представители ООН объявили эти ограничения неприемлемыми.

## Другие статистические данные
Электроэнергия — производство:
5 961 млн кВт·ч (2006 г.)
Электричество — потребление:
4 298 млн кВт·ч (2006 г.)
Электричество — экспорт:
0 кВт·ч (2007 г.)
Электричество — импорт:
0 кВт·ч (2007 г.)
Продукция сельского хозяйства:
рис, бобы, фасоль, кунжут, арахис, сахарный тростник; твёрдая древесина; рыба и рыбные продукты
Валюта
1 кьят (K) = 100 пья
Обменный курс
кьятов за доллар США — 1205 (2008 г.), 1296 (2007 г.), 1280 (2006 г.), 5,82 (2005 г.), 5,7459 (2004 г.), 6,0764 (2003 г.)
Примечание: неофициальный обменный курс составлял в 2004 году от 815 кьятов/доллар США до почти 970 кьятов/доллар США, а к концу года 2005 года неофициальный обменный курс был 1075 кьятов/доллар США; приведённые данные за 2003—2005 гг. являются также официальными курсами

## Воздействие на население
Текущее состояние экономики Мьянмы также оказало значительное влияние на демографию Мьянмы, такие как крайние задержки с вступлением в брак и созданием семьи из-за экономических трудностей. Средний возраст вступления в брак в Мьянме составляет 27,5 лет для мужчин, 26,4 года для женщин, что почти не имеет аналогов в регионе, за исключением развитых стран, таких как Сингапур. Мьянма также имеет низкий коэффициент рождаемости, 2,07 ребёнка на одну женщину (2010 г.), особенно по сравнению с другими странами Юго-Восточной Азии с подобной экономической ситуацией, такими как Камбоджа (3,18) и Лаос (4,41), что представляет собой значительное снижение с уровня 4,7 в 1983 году, несмотря на отсутствие национальной политики в области народонаселения. Это по крайней мере частично объясняется экономической нагрузкой на доходы семей из-за рождения дополнительных детей и привело к распространению нелегальных абортов в стране, а также использования других форм контроля рождаемости.

## Доходы населения
На 2017 год минимальный размер оплаты труда составил 3600 кьят в день, 450 кьят в час, что составляет$2.6 в день, $0.32 в час.